# Ribonucléase H
La ribonucléase H ou RNAse H (EC 3.1.26.4) est une enzyme qui hydrolyse le brin d'ARN dans un double brin hybride ADN:ARN. Elle libère des extrémités 3'-OH et 5'-phosphate. La RNAse H n'hydrolyse pas l'ARN simple brin ou double brin. Cette enzyme intervient en particulier dans la réplication de l'ADN. La synthèse du brin indirect ou retardé (lagging strand) nécessite en effet des amorces d'ARN pour démarrer la synthèse des  fragments d'Okazaki. La double hélice nouvellement synthétisée comporte donc localement un hybride ADN-ARN. La RNAse HII/2 va éliminer ces fragments d'ARN du brin indirect pour permettre la polymérisation complète et la suture du brin d'ADN.
On la retrouve dans les 3 domaines du vivant (archées, bactéries et eucaryotes).
Les transcriptases inverses des rétrovirus ont également une activité RNAse H en plus de leur activité d'ADN polymérase. Ceci leur permet d'hydrolyser l'ARN viral après qu'il a servi de matrice pour synthétiser un ADN double brin qui va s'insérer dans le génome de la cellule infectée.
Les ribonucléases H sont parfois utilisées en biologie moléculaire pour permettre la synthèse d'ADNc à partir d'ARN messager, après la synthèse du premier brin d'ADN.